# 倒卵叶黄肉楠
倒卵叶黄肉楠（学名：Actinodaphne obovata），为樟科黄肉楠属下的一个植物种。